# Station Bad Kreuznach
Station Bad Kreuznach is een spoorwegstation in de Duitse plaats Bad Kreuznach. Het station behoort tot de Duitse stationscategorie 3. Het station werd in 1858 geopend.

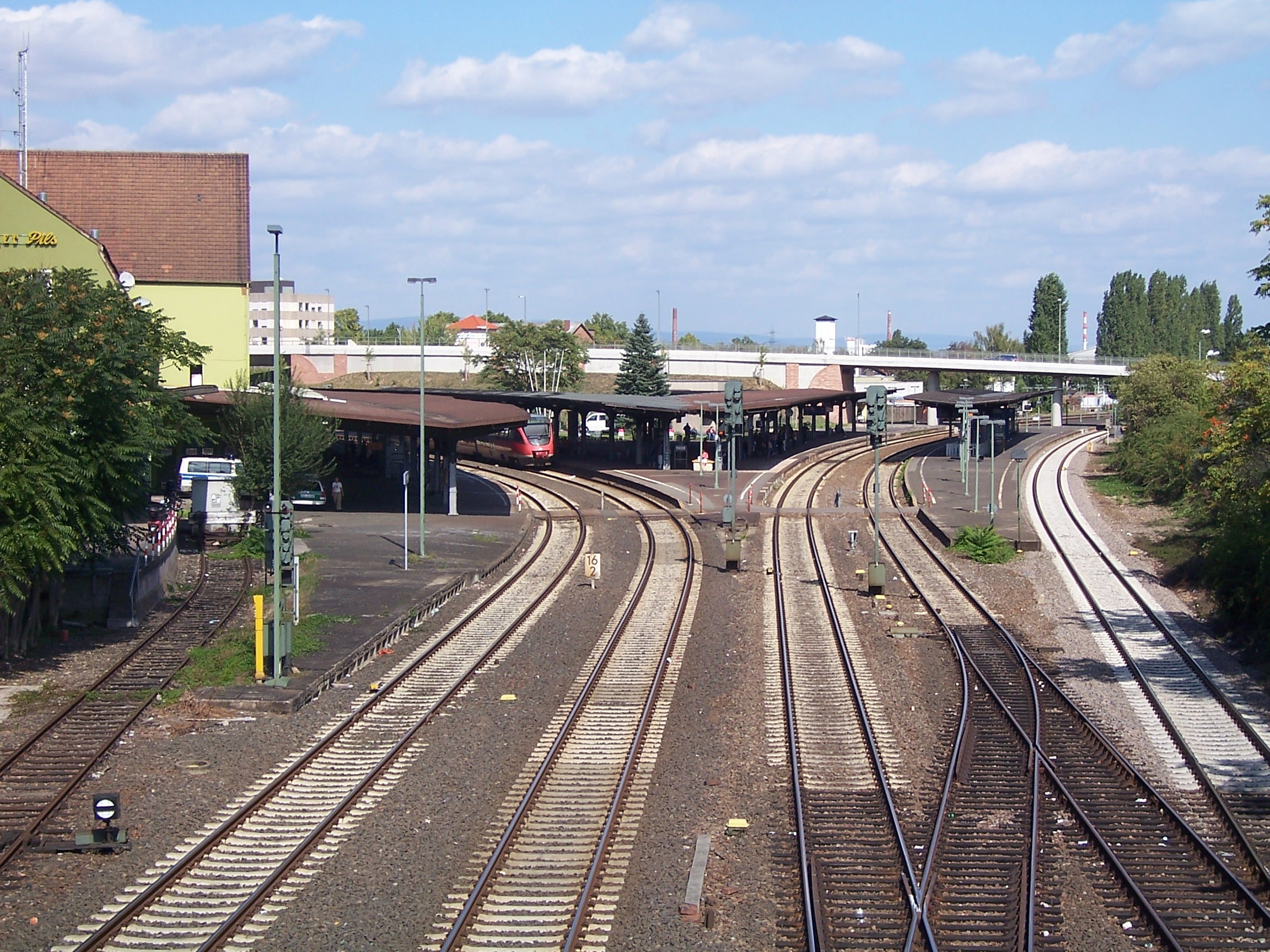
Station Bad Kreuznach